# 折叶萱草
折叶萱草（学名：Hemerocallis plicata）为萱草科萱草属的植物，为中国的特有植物。分布于中国大陆的四川、云南等地，生长于海拔1,800米至2,900米的地区，多生于山坡、草地及松林下，目前尚未由人工引种栽培。
种名 plicata 意为“有褶皱的”。